# Бискин
Бискин или бискине (фр. Bisquine) — старинное французское парусное рыболовецкое судно. Вплоть до начала XX века бискины использовались в заливе Мон Сен-Мишель от Сен-Мало до Гранвиля для ловли устриц. Бискина изображена на гербе города Канкаль, который входит в тот же департамент, что и Сен-Мало. Также проводились регулярные регаты бискин, победители которых получали денежное вознаграждение.

## Конструкция
Эти суда имели три мачты и от шести до девяти парусов, основные из которых — люгерного типа. При сравнительно небольшом корпусе паруса бискины достигали
площади в 430 м², что давало судну достаточную мощность для того, чтобы тащить по дну снаряд для добычи моллюсков или развивать высокую скорость.

## Современность
В наше время построены точные копии бискин — фр. La Cancalaise, фр. La Granvillaise и фр. L'Ami Pierre.

Герб Канкаля
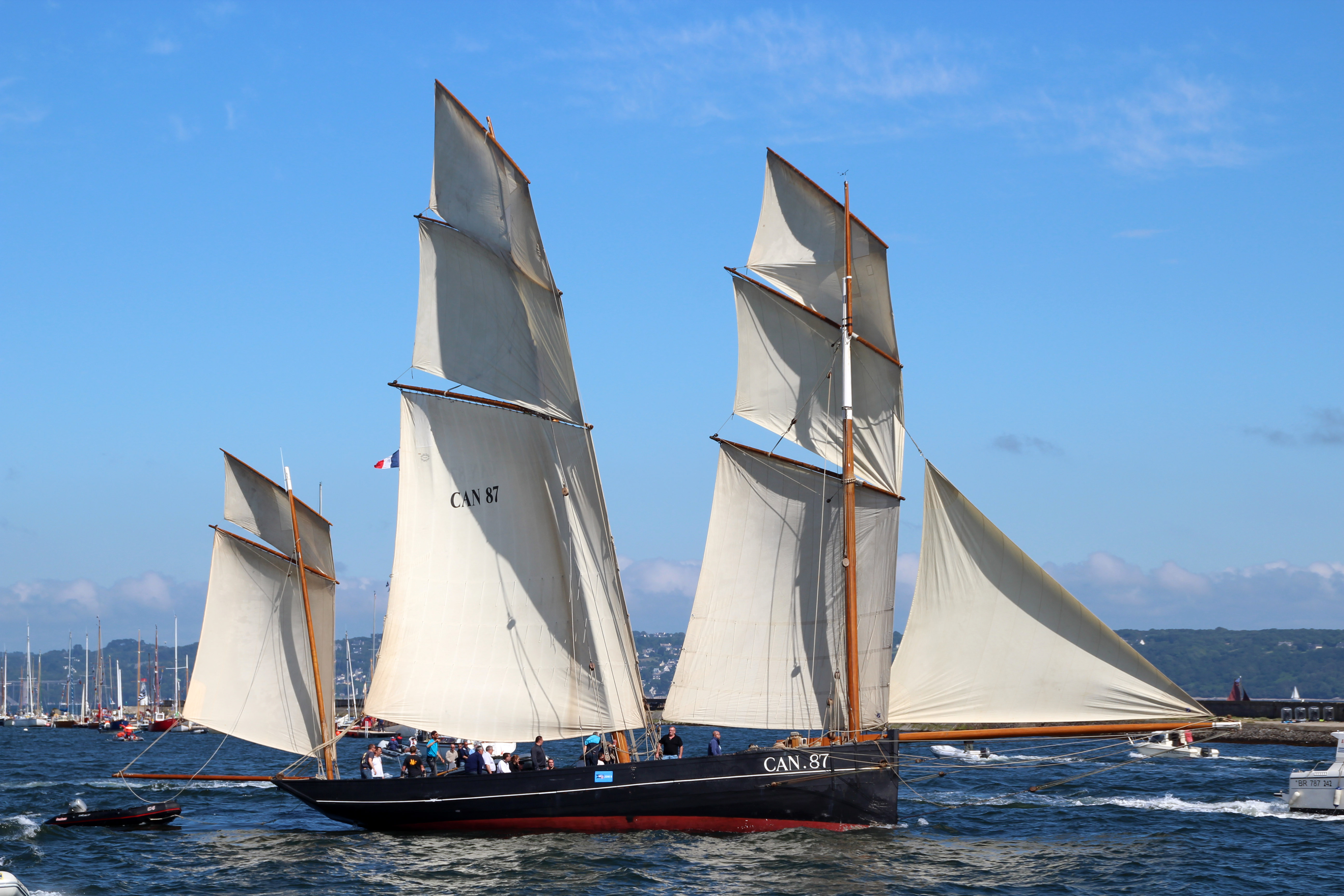
«La Cancalaise» на фестивале «Les Tonnerres de Brest 2012»
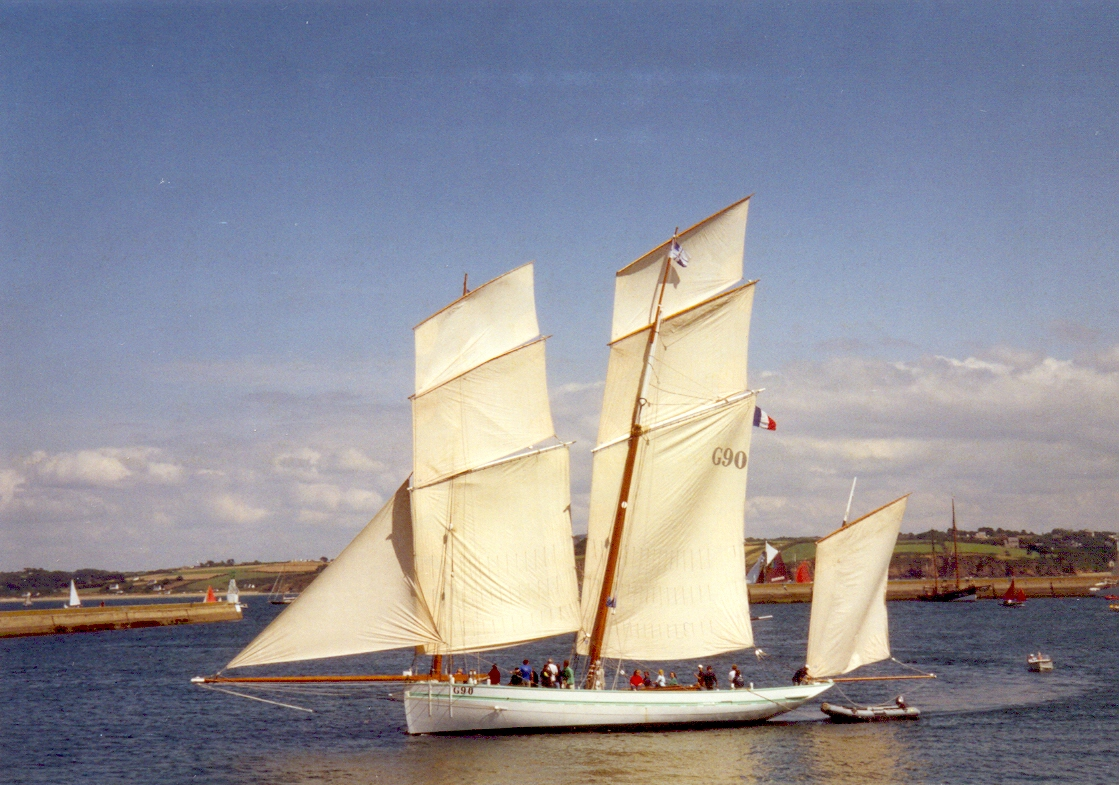
«La Granvillaise» под флагом Франции
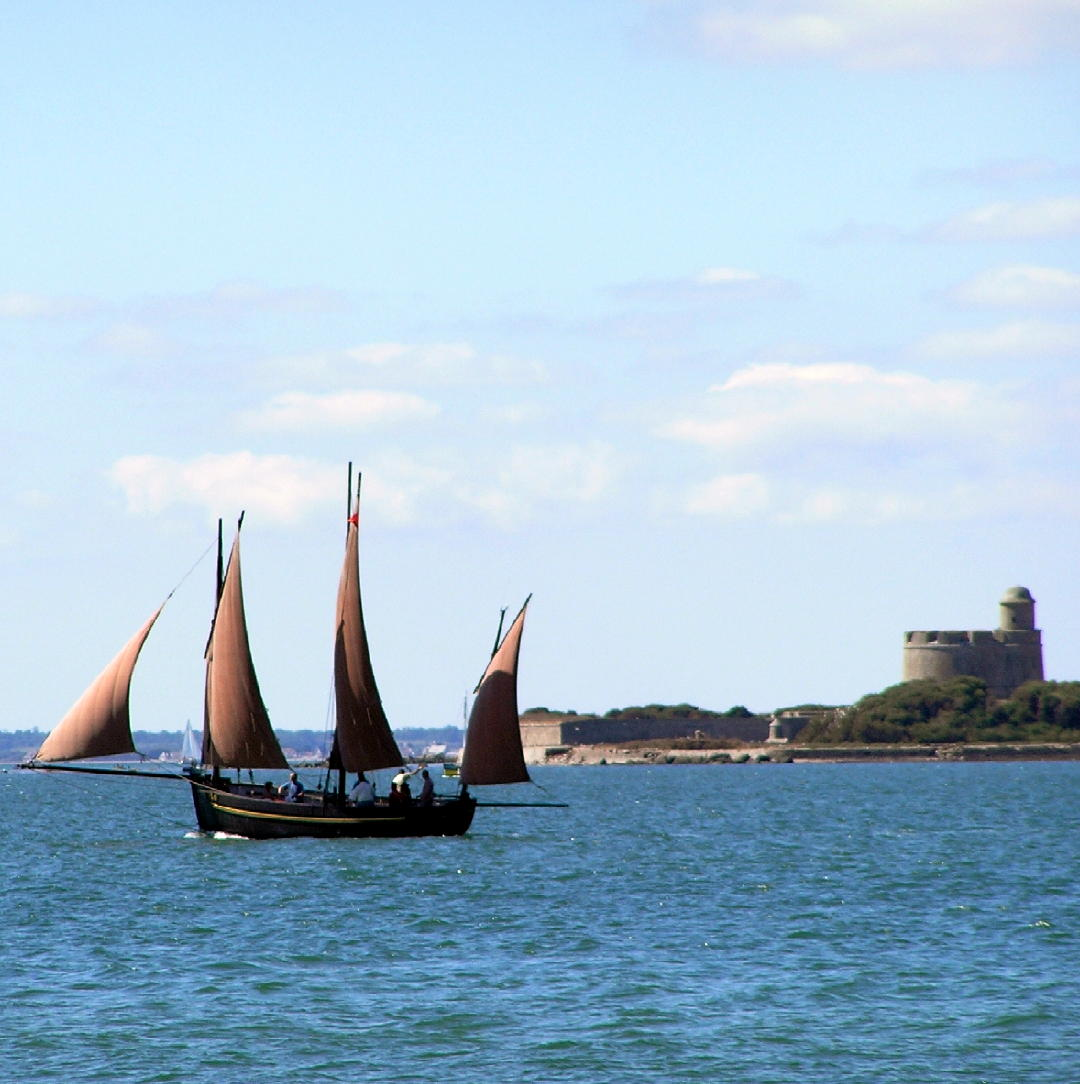
«L'Ami Pierre»